# Ferrari F2001
Ferrari F2001 je zelo uspešen Ferrarijev dirkalnik Formule 1, ki je bil v uporabi v sezonah 2001 in 2002, ko sta z njim dirkala Michael Schumacher in Rubens Barrichello, dizajnirala sta ga Ross Brawn in Rory Byrne.
Dirkalnik je bil narejen okoli novih sprememb v pravilih, ki so zapovedovala višje sprednje krilce za zmanjšanje podtlaka. To je pripeljalo do značilnega sprednjega krilca v obliki žlice. V tej sezoni sta bila ponovno dovoljena sistem proti zdrsu pogonskih koles in štartna elektronika, temu je bilo prilagojeno tudi vzmetenje.
F2001 je bil nekoliko drugačen od prejšnjih dirkalnikov dvojca Brawn/Byrne, saj naj bi bolj temeljil na McLarnovem načinu razmišljanja. Vseeno pa je vseboval za Ferrari značilno periskopsko izpušno cev, ki so jo razvili v sezoni 1998 in manjša krilca ob bokih, ki so jih imeli že predhodni modeli. Menjalnik in notranji razpored komponent je zelo podoben predhodniku, aerodinamika pa je mnogo učinkovitejša. Tudi obraba pnevmatik je bila občutno zmanjšana glede na predhodne modele F300, F399 in F1-2000. 
Dirkalnik se je izkazal kot lahko nastavljiv in hitrejši oh konkurenčnega McLarna, toda Williams je bil, kljub nekoliko slabši aerodinamiki, tudi konkurenčen zaradi najmočnejšega motorja v sezoni.
Kljub temu se je Michael Schumacher z lahkoto sprehodil do svojega četrtega naslova prvaka z devetimi zmagami in rekordnimi 123 točkami. Le dvakrat je doživel okvaro, toda moštveni kolega Rubens Barrichello je imel mnogo več smole in bi dosegel več zmag, če ga ne bi ustavila nezanesljivost njegovega dirkalnika. Ferrari je tudi osvojil tretji zaporedni konstruktorski naslov. 
Dirkalnik je bil konkurenčen tudi v začetku sezone 2002, saj je na Veliki nagradi Avstralije Schumacher dosegel zadnjo zmago z F2001, preden ga je na Veliki nagradi Brazilije zamenjal Ferrari F2002.
Ferrari F2001 je na dvajsetih dirkah dosegel deset zmag, trinajst najboljših štartnih položajev, tri najhitrejše kroge in 197 prvenstvenih točk.

## Popolni rezultati Formule 1
(legenda) (Odebeljene dirke pomenijo najboljši štartni položaj)
| Leto | Moštvo  | Motor           | Gume | Dirkača            | 1   | 2   | 3   | 4   | 5   | 6  | 7   | 8   | 9   | 10  | 11 | 12  | 13  | 14  | 15  | 16  | 17  | Toč | Prv. |
| ---- | ------- | --------------- | ---- | ------------------ | --- | --- | --- | --- | --- | -- | --- | --- | --- | --- | -- | --- | --- | --- | --- | --- | --- | --- | ---- |
| 2001 | Ferrari | Ferrari 050 V10 | B    |                    | AVS | MAL | BRA | SMR | ŠPA | EU | AVT | MON | KAN | FRA | VB | NEM | MAD | BEL | ITA | ZDA | JAP | 179 | 1.   |
| 2001 | Ferrari | Ferrari 050 V10 | B    | Michael Schumacher | 1   | 1   | 2   | Ret | 1   | 1  | 2   | 1   | 2   | 1   | 2  | Ret | 1   | 1   | 4   | 2   | 1   | 179 | 1.   |
| 2001 | Ferrari | Ferrari 050 V10 | B    | Rubens Barrichello | 3   | 2   | Ret | 3   | Ret | 3  | 2   | Ret | 5   | 3   | 3  | 2   | 2   | 5   | 2   | 15  | 5   | 179 | 1.   |

| Leto | Moštvo  | Motor           | Gume | Dirkača            | 1   | 2   | 3   | Toč | Prv. |
| ---- | ------- | --------------- | ---- | ------------------ | --- | --- | --- | --- | ---- |
| 2002 | Ferrari | Ferrari 051 V10 | B    |                    | AVS | MAL | BRA | 221 | 1.   |
| 2002 | Ferrari | Ferrari 051 V10 | B    | Michael Schumacher | 1   | 3   |     | 221 | 1.   |
| 2002 | Ferrari | Ferrari 051 V10 | B    | Rubens Barrichello | Ret | Ret | Ret | 221 | 1.   |